# 董文炳
董 文炳（とう ぶんへい、太祖12年（1217年） - 至元15年9月13日（1278年10月1日））は、13世紀半ばにモンゴル帝国に仕えた漢人将軍の一人。字は彦明。子は董士元・董士選。

## 概要

### 生い立ち
董文炳は早くからモンゴル帝国に仕え、トルイ家の投下領かつ漢人四大軍閥の一角たる史家の傘下にある、真定府の藁城を拠点とする董俊の長男として生まれた。金朝との戦いで若くして父が戦死した時に董文炳は僅か16歳であったが、弟たちをよく率いて暮らし、師に学んで成長した。1235年（乙未）、董文炳は17歳の若さで父の地位を継ぎ藁城県令となったが、同輩や役人からはあまりにも若すぎるために軽んじられていた。しかし、董文炳は適切な判断を重ねて次第に周囲の者たちの信頼を勝ち取り、蝗害などに悩む県の回復と安定に努めた。董文炳は私財をなげうって数千石の穀物を県に与えるなど農民の生活の安定に努めたため、流民の多くが帰還し県は復興に至った。

### モンケ治下の南宋侵攻
こうして15年近く郷里の復興に務めた董文炳であったが、第4代皇帝モンケ・カアンが即位し南宋侵攻が本格化すると、軍官として軍事侵攻の前線でも用いられるようになっていった。1253年（癸丑）秋、董文炳はモンケより雲南・大理遠征中の皇弟のクビライの下に向かうよう命を受け、46騎を率いて雲南地方に向かった。しかし雲南への道は険しく、同行者の多くが道中で命を落とし、死んだ馬の肉を食べながら2人だけ残った従者と董文炳は進んだが、チベット（吐蕃）に至ったあたりで進退窮まった。ここで董文炳らは偶然モンゴル軍の使者に遭うことができ、報告を受けたクビライが軍中に属していた弟の董文忠を派遣し董文炳は無事クビライの下に至ることができた。クビライは大変な苦労を重ねて現れた董文炳の忠義をたたえて軍中に迎え入れ、以後董文炳・董文忠兄弟はクビライに仕えるようになった。
1259年（己未）秋、モンケの命により長江中流域より南宋領に侵攻したクビライ軍に董文炳は属し、淮西の台山寨を攻略するよう命じられた。董文炳はまず城下から投降するよう呼びかけ、城民がこれを拒むと、甲冑を脱いで「我は兵を用いるために来たのではなく、汝らを生かすために来たのだ。早く降らなければ、城塞は皆殺しとなるぞ」と述べたため、ようやく城塞は降伏を決めたという｡ 同年9月、クビライ軍は陽羅堡に至ったが、南宋兵が長江の対岸に塁を築き守りを固めていた。そこで董文炳は先鋒を申し出て、死士100人あまりと弟の董文用・董文忠とともに最前線に立って南末兵の堡塁に切り込み、これを大いに破った。しかし、同年中にモンケが急死したためにクビライ軍は引き返さざるをえなくなった。

### 帝位継承戦争・李璮の乱
1260年（庚申）、モンケの急死によりモンゴル帝国ではクビライとアリクブケが武力でもって帝位を争うことになり（帝位継承戦争）、クビライは自派の者のみでドロン・ノール（後の上都）でクリルタイを開き皇帝（カアン）位を称した。クビライは董文炳を宣慰燕南諸道、ついで山東東路宣撫使に任じ、また董文炳の息子たちも取り立てられて董氏一族はクビライ政権下の重臣として重用される基盤が作られた。なお、最初に董文炳が宣慰使に任じられたのはその軍事力・統率力を買われたためとみられ、その後山東半島方面に赴任したのは後述する李璮の叛乱を警戒していたためとみられる。更に、中統2年（1261年）に史天沢の有する軍事力を中心に侍衛親軍が組織されると、史天沢と近しい董文炳も侍衛親軍都指揮使の地位を授けられてこれに属した。
中統3年（1262年）、漢人世侯の一人である李璮が済南で叛乱（李璮の乱）を起こすと、史天沢らクビライ直属の漢人世侯とともに董文炳・董文用らが叛乱平定のため派遣された。叛乱平定軍は直接戦闘を避け柵と塹壕による「環城」の構築によって徹底的に李璮軍を包囲するという戦術で李璮を追い詰めた。李璮軍を完全に包囲下に置いた所で、董文炳は計略を以てを生け捕りにすべしと進言し、田都帥なる李璮の部下に李璮を裏切れば命は保障すると呼びかけた。李璮の腹心の部下であった田都帥が董文炳の働きかけによって投降すると、その他の者たちも次々にモンゴルへの投降を決意し、遂に李璮は裏切った部下に捕らえられてモンゴル軍に差し出された。李璮の捕縛後も沂州・漣水方面には2万余りの李璮軍残党がいたが、董文炳によって平定された。
李璮の乱の鎮圧後、李璮が支配していた山東地方が未だ不安定であることを理由に、董文炳は山東東路経略使に任じられ、山東地方に駐屯した。閏9月にかつて李璮の本拠地であった益都に至ると、董文炳は配下の軍勢を城外に留め、僅か数騎を率いて城内に入った。董文炳は元李璮の部下であった将軍たちを呼び出すと叛乱の罪は李璮にあって他の者達にはない旨を伝えたため、益都の者達は喜び、山東地方はよく治まったという。

### クビライ治下の南宋侵攻
至元3年（1266年）、董文炳はそれまで史氏一族が任命されていた鄧州光化行軍万戸・河南等路統軍副使の地位を授けられた。この任命と同時に董文炳には南宋侵攻のための水軍建設が命じられ、500艘の戦艦の建造と水戦の訓練を行った。また、南宋侵攻に当たってクビライは董文炳に河北から大々的に徴兵する計画を相談していたが、董文炳は徴兵の対象とすべきは長江の地理に習熟している河南の民であり、河北の民には軍糧の提供を命じるに留めるのが良いと献策し、クビライに採用されている。
至元7年（1270年）に入ると山東路統軍副使に改められ、沂州に駐屯した。沂州は南宋との最前線であり、糧食の確保を内陸からの輸送に頼っていたが、クビライは新たに糧食は州城周辺から微発するよう命じた。しかし、董文炳は周囲に反対されながらもクビライの命を無視して従来通りのやり方を続け、一方で使者を派遣してクビライの命が実情に沿わないことを3つの理由を挙げて説明させ、これを受けてクビライも董文炳の正しさを認め命を改めたという。
至元9年（1272年）、枢密院判官の地位に移り、南宋領侵攻に備えて正陽両城の築城を行っている。至元10年（1273年）、大雨によって長江が増水する中、同年夏に夏貴率いる10万の南宋軍の包囲を受けることになった。董文炳は自ら城壁に上って防戦を指揮し、一度は左臂を射られながらも、矢が尽きるまで奮戦して南宋軍を寄せ付けなかった。激戦の翌日、増水した河水を避けようとした董文炳の軍団を夏貴は追撃して優勢となったため、負傷した董文炳の代わりに子の董士選が指揮を執った。董士選は父以上に奮戦して夏貴配下の武将を捕虜とし、董文炳もまた負傷の身を押して陣頭指揮を執ったため、遂に南宋軍は退却し再び侵攻することはなかったという。
また、南宋の守りの要である襄陽城が陥落したことにより、バヤンを総司令とする南宋領への全面侵攻が開始されることになった。董文炳もまた同年9月に正陽を発ち、至元11年（1274年）正月に安慶でバヤンと合流した。安慶の守将である范文虎が降ると、董文炳は比較的損耗の少ない自らの指揮する軍団が先鋒を務めることを申し出、知州事の王喜を降らせる功績を挙げた。3月、江南の酷暑で軍団が疲弊することを恐れたクビライはバヤンは建康に、董文炳は鎮江に駐屯するようそれぞれ命じた。この頃、張世傑・孫虎臣らの守る揚州・真州が頑強にモンゴル軍の侵攻を阻んでいたが、董文炳は子の董士選・弟の子の董士表らとともに危険を冒して張世傑らの乗る大艦に近づき、激戦の末南宋軍を敗走させた。この戦いの余りの戦死者の多さのために川の流れは一時淀み、董文炳は1万人余りの捕虜と700艘の戦艦の拿捕という大きな功績を挙げることになった。10月、南宋侵攻軍は3つの軍団に分かれ、董文炳は左翼軍に属して長江沿いに南宋の首都の臨安に向かった。董文炳は江陰軍僉判の李世修を説得して投降させ、また海商の張瑄も息子の董士選を派遣して投降させることに成功した。

### 南宋領平定
至元13年（1276年）正月、バヤン率いるモンゴル軍が南宋の首都臨安城北に至ると、張世傑は恭帝を擁して逃れようとしたが、董文炳が浙江亭を守りこれを防いだため、やむなく恭帝の弟を擁して海上に逃れた。バヤンは臨安に入るに当たってまず董文炳を先に派遣し、董文炳は南宋の官府を解散させ、宝物庫の礼楽器・図籍を接収し、最も重要な南宋皇帝の璽符のみは先にバヤンに届けさせた。バヤンは南宋皇帝の身柄の保護を董文炳に任せ、董文炳とその配下たちは略奪や子女への乱暴を慎んだため、南宋の民には南宋皇帝が退位したことを知らなかった者さえいるという。また董文炳は翰林学士の李槃に「国が滅んだとしても、史は失われるべきではない。南宋皇帝は16主、天下を支配すること300年余りであった。南宋の太史が記し史館に残された記録は全て接収し典礼に活かすべきである」と述べ、南宋の史書及び注記5000冊余りを全て接収し国史院に保管した。このように、南宋の膨大な記録が大都で無事に保管されたのには董文炳の功績が大きかった。クビライの下に帰還したバヤンは「臣らは天威を奉じて南宋を平らげ、南末は既に滅びました。それまでの功績をまとめると、董文炳の功は多いと言えるでしょう」と述べ、クビライもこれを容れて董文炳に資徳大夫・中書左丞の地位を授けたという。
一方、端宗を奉じて臨安を逃れた張世傑は台州に拠っており、董文炳は張世傑らの討伐のため派遣された。董文炳は配下の将兵たちに田畑を荒らすことを厳しく禁じたため、旧南宋民も敢えて董文炳に逆らわず、張世傑は董文炳軍の接近を知って戦わずして逃げ出した。董文炳が台州を占領したときも州民は罪に問わず解き放ち、温州の攻略戦でも子女への掠奪を強く禁じたため、漳州・泉州・建寧・邵武諸郡の民は率先して来附したという。

### 晩年
南宋平定と並行して、中央アジア方面ではカイドゥ討伐のため派遣された遠征軍の中でシリギが叛乱を起こし、クビライ打倒を掲げて東進するという大事件が起こっていた（シリギの乱）。至元14年（1277年）正月、臨安にいた董文炳もまた急遽クビライの下に召し出され、4月にクビライのいる上都に至った。シリギの乱鎮圧を命じられると思っていた董文炳は自ら北辺に向かうことを申し出たが、クビライはむしろ自らが北方対策をする間の南方統治を董文炳に委ねることを命じ、董文炳は当初謝辞したものの最終的には受け容れた。また、この時のクビライとの問答の中で泉州の有力者の蒲寿庚を取り立てることを勧め、クビライもこの進言を受け容れたという。この頃、大都では西方出身のアフマド・ファナーカティーが絶大な権力を得て辣腕を振るっていたが、クビライから信任を受けていた董文炳のみは畏れ、董文炳が大都に滞在していた頃は横暴な振るまいも控えられていたという。
至元15年（1278年）夏、董文炳は病を理由に職務を辞し、より気候の冷涼な上都に移って再びクビライに北方で職務に就くことを申し出たが、クビライはこれを許さず僉枢密院事に任じた。8月の天寿節（クビライの誕生日）でクビライは董文炳を上座に座らせ、宗室・大臣に「董文炳は功臣であるため、ここに座るのは当然である」と語ったという。しかしこのような配慮にもかかわらず董文炳はこの日の夜に体調を崩し、9月13日は更に体調が悪化したため、董文忠らに遺言を残して亡くなった。クビライは董文炳の死を厚く悼み、金紫光禄大夫・平章政事の地位を追贈したという。